# Phalempins (metrostation)
Phalempins is een metrostation aan lijn 2 van de metro van Rijsel, gelegen in het noorden van de Franse stad Tourcoing. Het metrostation werd op 27 oktober 2000 geopend en is vernoemd naar de wijk Phalempins en het plein waaronder het zich bevindt, de Place des Phalempins.